# Jan Matzoll

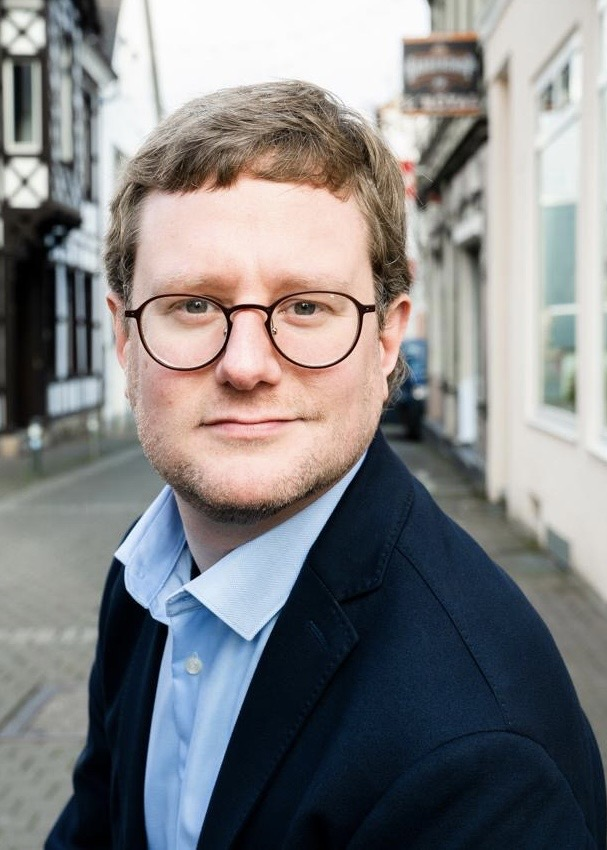
Jan Matzoll

Jan Matzoll (* 29. August 1985 als Jan Keitsch in Brilon) ist ein deutscher Politiker (Bündnis 90/Die Grünen). Seit dem 1. Juni 2022 ist er Mitglied des Landtages von Nordrhein-Westfalen.

## Leben
Jan Matzoll wuchs in Bestwig im Hochsauerlandkreis auf und machte 2005 sein Abitur am Gymnasium der Benediktiner in Meschede. Er absolvierte den Zivildienst in der Klinik am Stein in Olsberg und studierte anschließend Religionswissenschaft und Philosophie an der Ruhr-Universität Bochum. Von 2003 bis 2013 arbeitete er als Spieleredakteur und Journalist, von 2013 bis 2019 als Vertriebsmitarbeiter in einer Unternehmensberatung sowie von 2019 bis zum Einzug in den Landtag von Nordrhein-Westfalen 2022 als hauptamtlicher Geschäftsführer des Gelsenkirchener Kreisverbands von Bündnis 90/Die Grünen.
Matzoll ist verheiratet, hat zwei Kinder und lebt im Recklinghäuser Stadtteil Grullbad.

## Politik

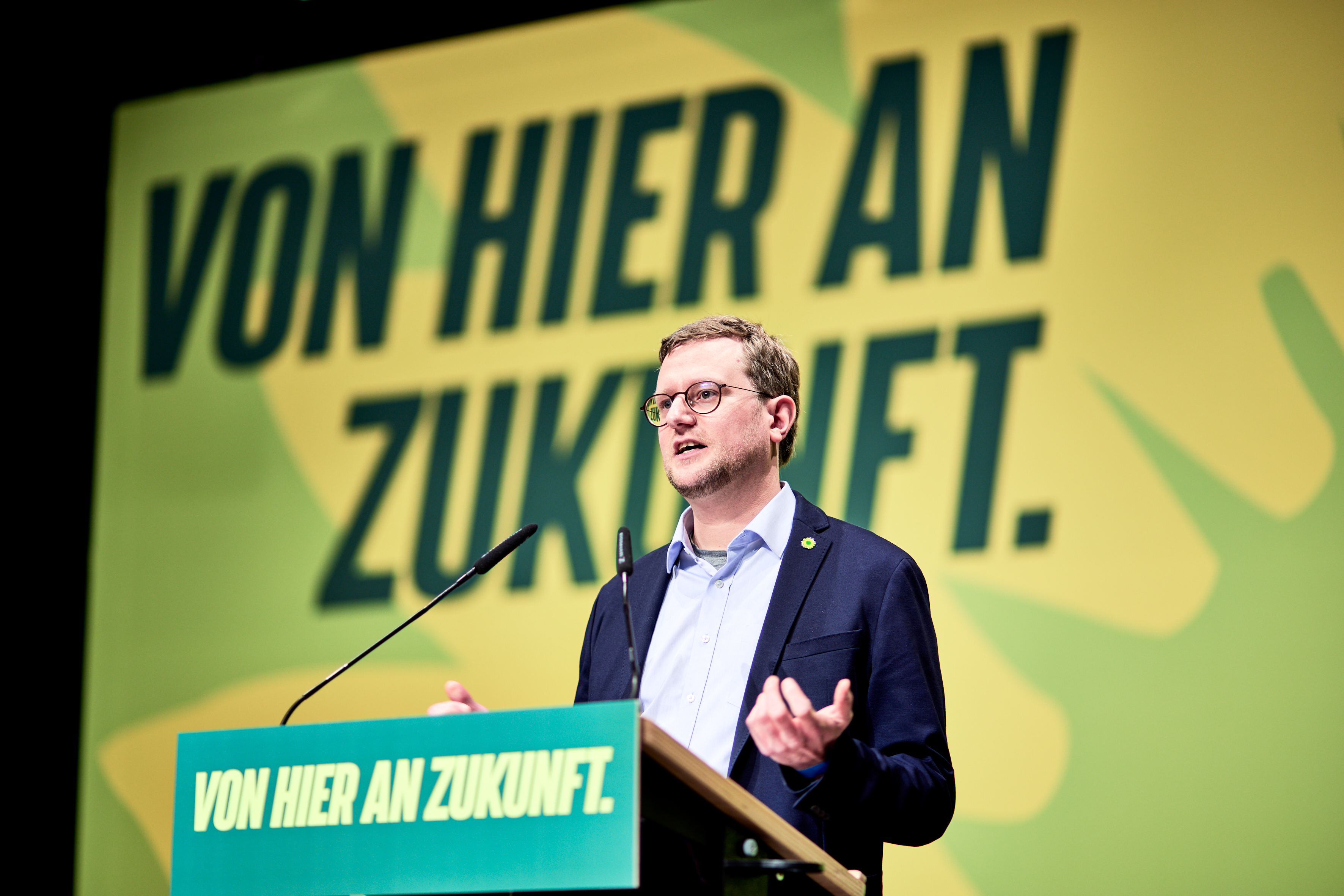
Jan Matzoll bei der Landesdelegiertenkonferenz der Grünen NRW in Siegen (2021)

Jan Matzoll wurde 1999 Mitglied der Jungen Liberalen, der Jugendorganisation der FDP. Der Mutterpartei trat er 2002 bei. 2006 verließ er die FDP und die Jungen Liberalen wieder. 2007 wurde er Mitglied der Grünen Hochschulgruppe an der Ruhr-Universität. Mitglied von Bündnis 90/Die Grünen ist er seit 2009. Für die Grünen wurde er mehrfach ins Studierendenparlament, 2010 zum Vorsitzenden des Allgemeinen Studierendenausschusses (AStA) und 2012 zum Verwaltungsratsvorsitzenden des Akademischen Förderungswerks gewählt.
Bei der Bundestagswahl 2017 kandidierte Matzoll als Direktkandidat im Wahlkreis Recklinghausen I und erhielt 5 Prozent der Stimmen. Von 2021 bis 2023 war er Sprecher der Landesarbeitsgemeinschaft Tierschutzpolitik NRW seiner Partei.

### Kommunalpolitik
2012 rückte er für Bündnis 90/Die Grünen in die Bezirksvertretung Bochum-Mitte nach, 2013 wurde er Fraktionsvorsitzender. 2016 schied er aufgrund seines Umzugs nach Recklinghausen aus der Bezirksvertretung aus. Von 2017 bis 2020 war er stellvertretender Vorsitzender des Stadtverbands Recklinghausen von Bündnis 90/Die Grünen, von 2019 bis 2021 Vorsitzender des Kreisverbands Recklinghausen. Vorsitzender des Stadtverbands Recklinghausen ist er seit 2023.
Bei der ersten Direktwahl wurde er 2020 über die Liste seiner Partei ins Ruhrparlament und anschließend von seiner Fraktion zum stellvertretenden Fraktionsvorsitzenden gewählt.

### Landtag
Im November 2021 wurde Matzoll als Direktkandidat im Landtagswahlkreis Recklinghausen I für die Landtagswahl 2022 aufgestellt sowie im Dezember auf Platz 26 der Reserveliste gewählt. Bei der Wahl am 15. Mai 2022 erhielt er 12,61 % der Stimmen und verpasste das Direktmandat, konnte jedoch über die Liste in den Landtag einziehen.
Er ist Sprecher seiner Fraktion für Wirtschaft, Industrie und Innovation sowie ordentliches Mitglied im Wissenschafts- und dem Petitionsausschuss des Landtags.